# Anoxia australis

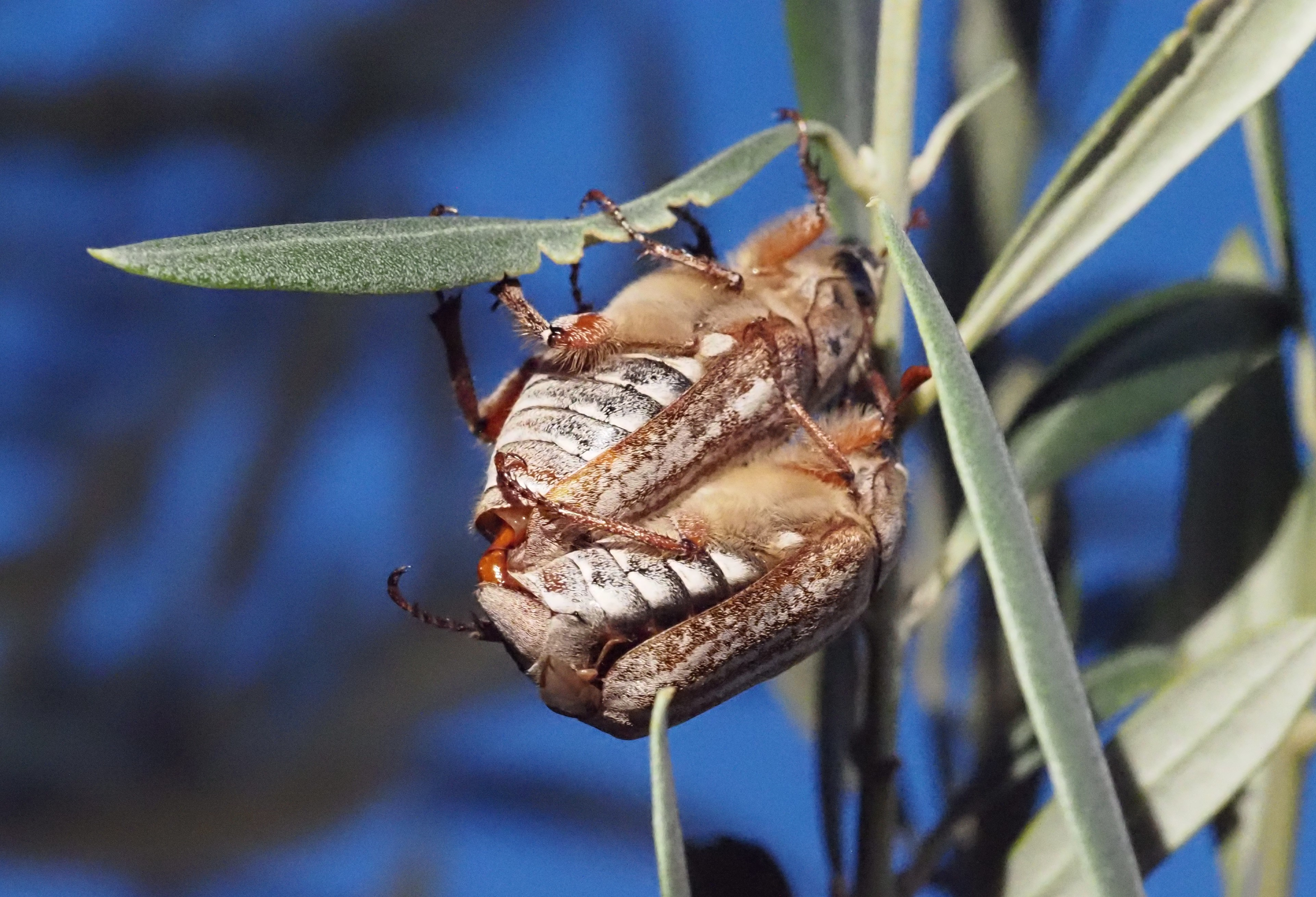
Cópula de escarabajos sanjuaneros en Villarrubia de los Ojos, Ciudad Real, España. FZS y RCV..

Anoxia australis es una especie de coleóptero de la familia Scarabaeidae y de la subfamilia Melolonthidae.
Recibe el nombre común, como otros numerosos géneros y especies, de "escarabajo sanjuanero". Su ciclo vital, de unos cuatro años, transcurre bajo tierra. Al alcanzar la madurez, el cuarto año de vida, generalmente entre abril-mayo  y junio, salen a la superficie al anochecer. Realizan los vuelos nupciales y las cópulas. A veces se producen acoplamientos de más de un macho. Las hembras vuelven a enterrarse para poner los huevos. 

## Distribución geográfica
Habita en la Europa mediterránea occidental. En España y Portugal se encuentra por prácticamente toda la Península.